# جوناثان ماسون وارن
جوناثان ماسون وارن (بالإنجليزية: Jonathan Mason Warren)‏ هو جراح أمريكي، ولد في 5 فبراير 1811 في بوسطن في الولايات المتحدة، وتوفي بنفس المكان في 19 أغسطس 1867.